# No Filter Tour (Danity Kane)
Il No Filter Tour, indicato anche come #NOFilter Tour è una tournée americana intrapresa nel 2014 dal gruppo pop statunitense Danity Kane.
Le date vennero annunciate il 25 marzo 2014 dai membri della band tramite un video messaggio pubblicato tramite YouTube, successivamente la notizia venne data anche tramite il loro sito e il loro account Twitter.
Il 16 maggio 2014, durante la prima data del tour, tenutosi a San Francisco, Aundrea Fimbres ha annunciato di essere in attesa del suo primo figlio e che non avrebbe continuato a far parte del gruppo.
Jessi Malay ha aperto i concerti del tour.

## Scaletta del tour
1. Intro: Ride for You
2. Sleep On It
3. Sucka For Love
4. Show Stopper
5. Strip Tease
6. Right Now
7. Ooh Ahh / Lights Out / Touching My Body
8. Pretty Boy
9. Interlude: Secret Place
10. Poetry
11. Damaged
12. Rhythm Of Love
13. Rage
14. Lemonade

## Curiosità
- Il 16 maggio 2014, durante la prima data del tour, tenutosi a San Francisco, Aundrea Fimbres annuncia di essere in attesa del suo primo figlio e che non avrebbe continuato a far parte del gruppo[3][4]
- La foto sulla locandina del tour è stata creata usando oltre 100.000 selfie dei fan del gruppo che ricreano i volti delle quattro ragazze[6]
- I costumi utilizzati dalle Danity Kane durante il tour sono stati disegnati dallo stilista statunitense Bryan Hearns[7]

## Date del tour
| Data           | Città         | Stato       | Luogo di esibizione            |
| -------------- | ------------- | ----------- | ------------------------------ |
|                |               |             |                                |
| Nord America   |               |             |                                |
| 16 maggio 2014 | San Francisco | Stati Uniti | The Fillmore                   |
| 18 maggio 2014 | Anaheim       | Stati Uniti | City National Grove of Anaheim |
| 21 maggio 2014 | Chicago       | Stati Uniti | House of Blues                 |
| 22 maggio 2014 | Saint Louis   | Stati Uniti | The Pageant                    |
| 23 maggio 2014 | Cincinnati    | Stati Uniti | Bogart's                       |
| 24 maggio 2014 | Detroit       | Stati Uniti | The Fillmore                   |
| 25 maggio 2014 | Cleveland     | Stati Uniti | House of Blues                 |
| 28 maggio 2014 | Charlotte     | Stati Uniti | The Fillmore                   |
| 30 maggio 2014 | Boston        | Stati Uniti | House of Blues                 |
| 31 maggio 2014 | Silver Spring | Stati Uniti | The Fillmore                   |
| 1º giugno 2014 | Philadelphia  | Stati Uniti | Theatre of The Living Arts     |
| 3 giugno 2014  | New York      | Stati Uniti | Irving Plaza                   |
| 5 giugno 2014  | San Diego     | Stati Uniti | Humphries By The Bay           |
| 8 giugno 2014  | Los Angeles   | Stati Uniti | LA Pride Festival              |